# Nathanael Lieberkühn
Nathanael Lieberkühn (* 8. Juli 1821 in Barby; † 14. August 1887 in Marburg) war ein deutscher Mediziner und Anatom.
Ab 1843 studierte Lieberkühn Philologie und Philosophie an den Universitäten Halle und Berlin. Im Frühjahr 1845 wechselte er zum Studienfach Medizin und war u. a. Hörer bei dem Anatomen Johannes Peter Müller.
1849 schloss Lieberkühn sein Studium mit der Promotion zum Dr. med. ab. Ab 1857 war Lieberkühn Prosektor an der Berliner Anatomie. Seine dortigen Aufgaben bildeten z. T. auch die Basis seiner Habilitation 1858. Im Jahr 1860 wurde er zum Mitglied der Leopoldina gewählt.
1867 nahm Lieberkühn einen Ruf an das Universitätsklinikum Marburg an und arbeitete dort bis zu seinem Tod 1887. Einen ehrenvollen Nachruf verfasste sein Kollege Karl von Bardeleben.

## Ehrungen
- Kurfürst Friedrich Wilhelm I. verlieh ihm den Titel Geheimer Medizinalrat.

## Werke (Auswahl)
- Harnsäure im Blut und einige neue constante Bestandtheile des Urins. Nephrotomische und chemische Untersuchungen von Dr. J. Cark Strahl und Nathanel Lieberkühn. Berlin 1848
- Über die Bewegungserscheinungen der Zellen. Marburg 1870.
- Über die Entwicklungsgeschichte des Wirbelthierauges. Kassel 1872.
- mit Isidor Bermann: Über die Resorption der Knochensubstanz. Frankfurt am Main 1877.
- Über die Keimblätter der Säugethiere. Marburg 1880.